# Olympische Sommerspiele 1952/Leichtathletik – 100 m (Männer)
Der 100-Meter-Lauf der Männer bei den Olympischen Spielen 1952 in Helsinki wurde am 20. und 21. Juli 1952 im Olympiastadion in Helsinki ausgetragen. 72 Athleten nahmen teil.
Olympiasieger wurde der US-Amerikaner Lindy Remigino vor dem Jamaikaner Herb McKenley. Bronze gewann der Brite McDonald Bailey.

## Bestehende Rekorde
| Weltrekord         | 10,2 s | Jesse Owens ( USA)                         | Chicago, USA                        | 20. Juni 1936   |
| Weltrekord         | 10,2 s | Harold Davis ( USA)                        | Compton, USA                        | 6. Juni 1941    |
| Weltrekord         | 10,2 s | Lloyd LaBeach ( Panama)                    | Fresno, USA                         | 15. Mai 1948    |
| Weltrekord         | 10,2 s | Barney Ewell ( USA)                        | Evanston, USA                       | 9. Juli 1948    |
| Weltrekord         | 10,2 s | Emmanuel McDonald Bailey ( Großbritannien) | Belgrad, Jugoslawien                | 25. August 1951 |
| Olympischer Rekord | 10,3 s | Eddie Tolan ( USA)                         | Finale OS Los Angeles, USA          | 1. August 1932  |
| Olympischer Rekord | 10,3 s | Ralph Metcalfe ( USA)                      | Finale OS Los Angeles, USA          | 1. August 1932  |
| Olympischer Rekord | 10,3 s | Jesse Owens ( USA)                         | Vorrunde OS Berlin, Deutsches Reich | 2. August 1936  |
| Olympischer Rekord | 10,3 s | Harrison Dillard ( USA)                    | Finale OS London, Großbritannien    | 31. Juli 1948   |

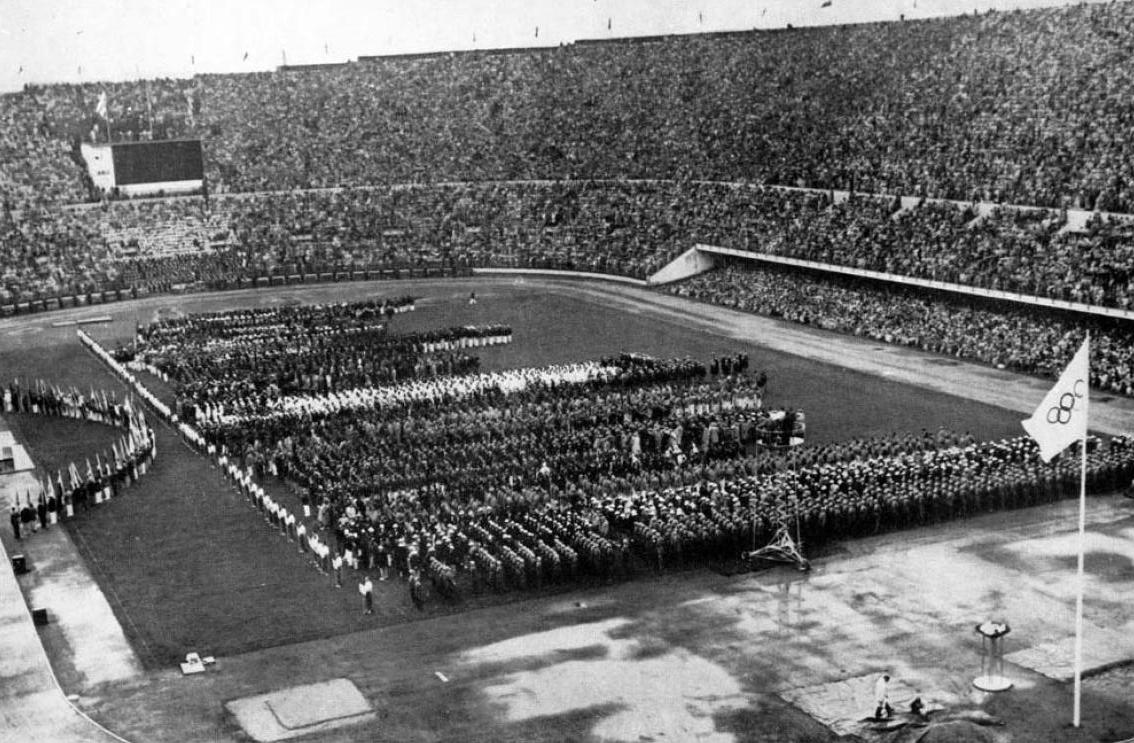
Eröffnungsfeier bei den Olympischen Spielen in Helsinki

Der bestehende olympische Rekord wurde bei diesen Spielen nicht erreicht.

## Durchführung des Wettbewerbs
Die Läufer traten am 20. Juli zu zwölf Vorläufen an. Die jeweils zwei besten Athleten – hellblau unterlegt – qualifizierten sich für das Viertelfinale am selben Tag, aus dem die jeweils drei besten Sprinter – wiederum hellblau unterlegt – die Vorentscheidung, die wie auch das Finale am 21. Juli stattfand, erreichten. In den Halbfinals qualifizierten sich die drei Erstplatzierten – hellblau unterlegt – für das Finale.

## Zeitplan
20. Juli, 15:00 Uhr: Vorläufe
20. Juli, 18:50 Uhr: Viertelfinale
21. Juli, 15:15 Uhr: Halbfinale
21. Juli, 17:20 Uhr: Finale

## Vorläufe
Datum: 20. Juli 1952, ab 15:00 Uhr

### Vorlauf 1
Josè Julio Barillas war der erste Sportler aus Guatemala, der bei Olympischen Spielen an den Start ging.
| Platz | Name                | Nation           | Offizielle Zeit handgestoppt | Inoffizielle Zeit elektronisch |
| ----- | ------------------- | ---------------- | ---------------------------- | ------------------------------ |
| 1     | John Treloar        | Australien       | 10,7 s                       | 10,92 s                        |
| 2     | Alan Lillington     | Großbritannien   | 10,8 s                       | 11,06 s                        |
| 3     | Gabriel Laryea      | Goldküste        | 11,1 s                       | 11,18 s                        |
| 4     | Miroslav Horčic     | Tschechoslowakei | 11,1 s                       | 11,23 s                        |
| 5     | Ásmundur Bjarnason  | Island           | 11,1 s                       | 11,40 s                        |
| 6     | Youssef Ali Omar    | Ägypten          | 11,3 s                       | 11,53 s                        |
| 7     | José Julio Barillas | Guatemala        | 11,1 s                       | 11,40 s                        |

### Vorlauf 2
Mit Adul Wanasatith nahm der erste Sportler aus Thailand an Olympischen Spielen teil.
| Platz | Name            | Nation     | Offizielle Zeit handgestoppt | Inoffizielle Zeit elektronisch |
| ----- | --------------- | ---------- | ---------------------------- | ------------------------------ |
| 1     | Étienne Bally   | Frankreich | 10,7 s                       | 10,97 s                        |
| 2     | Angel Kolew     | Bulgarien  | 10,9 s                       | 11,01 s                        |
| 3     | Paul Dolan      | Irland     | 11,0 s                       | 11,12 s                        |
| 4     | Raúl Mazorra    | Kuba       | 11,0 s                       | 11,19 s                        |
| 5     | Bob Hutchinson  | Kanada     | 11,0 s                       | 11,26 s                        |
| 6     | Masaji Tahima   | Japan      | 11,1 s                       | 11,29 s                        |
| 7     | Adul Wanasatith | Thailand   | 11,1 s                       | 11,40 s                        |

### Vorlauf 3
| Platz | Name              | Nation         | Offizielle Zeit handgestoppt | Inoffizielle Zeit elektronisch |
| ----- | ----------------- | -------------- | ---------------------------- | ------------------------------ |
| 1     | McDonald Bailey   | Großbritannien | 10,4 s                       | 10,65 s                        |
| 2     | Carlo Vittori     | Italien        | 10,9 s                       | 10,98 s                        |
| 3     | Michail Kasantzew | Sowjetunion    | 11,0 s                       | 11,16 s                        |
| 4     | Hörður Haraldsson | Island         | 11,0 s                       | 11,32 s                        |
| 5     | Javier Souza      | Mexiko         | 11,1 s                       | 11,31 s                        |
| 6     | Stefanos Petrakis | Griechenland   | 11,2 s                       | 11,33 s                        |
| DNS   | Ray Weinberg      | Australien     |                              |                                |

### Vorlauf 4
Guillermo Gutiérrez war der erste Leichtathlet aus Venezuela, der bei Olympischen Spielen antrat.
| Platz | Name                | Nation         | Offizielle Zeit handgestoppt | Inoffizielle Zeit elektronisch |
| ----- | ------------------- | -------------- | ---------------------------- | ------------------------------ |
| 1     | William Jack        | Großbritannien | 10,8 s                       | 11,05 s                        |
| 2     | Romeo Galán         | Argentinien    | 11,0 s                       | 11,11 s                        |
| 3     | Lewan Sanadse       | Sowjetunion    | 11,0 s                       | 11,13 s\|                      |
| 4     | Emad El-Din Shafei  | Ägypten        | 11,2 s                       | 11,40 s                        |
| 5     | Guillermo Gutiérrez | Venezuela      | 11,2 s                       | 11,42 s                        |
| 6     | Boonterm Pakpuang   | Thailand       | 11,7 s                       | 11,85 s                        |
| DNS   | Heinz Fütterer      | BR Deutschland |                              |                                |

### Vorlauf 5
| Platz | Name           | Nation   | Offizielle Zeit handgestoppt | Inoffizielle Zeit elektronisch |
| ----- | -------------- | -------- | ---------------------------- | ------------------------------ |
| 1     | Herb McKenley  | Jamaika  | 10,7 s                       | 10,88 s                        |
| 2     | György Csányi  | Ungarn   | 10,9 s                       | 11,09 s                        |
| 3     | Emil Kiszka    | Polen    | 10,9 s                       | 11,13 s                        |
| 4     | Pauli Tavisalo | Finnland | 11,0 s                       | 11,30 s                        |
| 5     | Tomás Paquete  | Portugal | 11,2 s                       | 11,45 s                        |
| 6     | Walter Sutton  | Kanada   | 11,2 s                       | 11,45 s                        |
| DNS   | Noel Flanagan  | Irland   |                              |                                |

### Vorlauf 6
| Platz | Name            | Nation    | Offizielle Zeit handgestoppt | Inoffizielle Zeit elektronisch |
| ----- | --------------- | --------- | ---------------------------- | ------------------------------ |
| 1     | David Tabak     | Israel    | 10,9 s                       | 10,88 s                        |
| 2     | Tomio Hosoda    | Japan     | 11,0 s                       | 11,14 s                        |
| 3     | Willy Schneider | Schweiz   | 11,1 s                       | 11,22 s                        |
| 4     | Angel Gawrilow  | Bulgarien | 11,1 s                       | 11,29 s                        |
| 5     | Juan Leiva      | Venezuela | 11,2 s                       | 11,31 s                        |
| DNS   | Les Laing       | Jamaika   |                              |                                |

### Vorlauf 7
| Platz | Name                 | Nation      | Offizielle Zeit handgestoppt | Inoffizielle Zeit elektronisch |
| ----- | -------------------- | ----------- | ---------------------------- | ------------------------------ |
| 1     | Wladimir Sucharew    | Sowjetunion | 10,7 s                       | 10,93 s                        |
| 2     | Theo Saat            | Niederlande | 10,9 s                       | 11,02 s                        |
| 3     | Muhammad Sharif Butt | Pakistan    | 11,0 s                       | 11,17 s                        |
| 4     | Voitto Hellsten      | Finnland    | 11,1 s                       | 11,36 s                        |
| 5     | George Acquaah       | Goldküste   | 11,2 s                       | 11,47 s                        |
| 6     | Mariano Acosta       | Argentinien | 11,4 s                       | 11,58 s                        |
| 7     | Wolfgango Montanari  | Italien     | 11,8 s                       | 12,25 s                        |

### Vorlauf 8
| Platz | Name           | Nation     | Offizielle Zeit handgestoppt | Inoffizielle Zeit elektronisch |
| ----- | -------------- | ---------- | ---------------------------- | ------------------------------ |
| 1     | Rafael Fortún  | Kuba       | 10,5 s                       | 10,93 s                        |
| 2     | Byron LaBeach  | Jamaika    | 10,9 s                       | 11,09 s                        |
| 3     | Franco Leccese | Italien    | 10,9 s                       | 11,18 s                        |
| 4     | Issi Baran     | Finnland   | 11,0 s                       | 11,32 s                        |
| 5     | Fritz Griesser | Schweiz    | 11,1 s                       | 11,54 s                        |
| DNS   | K. K. Korsah   | Goldküste  |                              |                                |
| DNS   | Morris Curotta | Australien |                              |                                |

### Vorlauf 9
| Platz | Name            | Nation           | Offizielle Zeit handgestoppt | Inoffizielle Zeit elektronisch | Anmerkung |
| ----- | --------------- | ---------------- | ---------------------------- | ------------------------------ | --------- |
| 1     | Werner Zandt    | BR Deutschland   | 10,7 s                       | 11,03 s                        |           |
| 2     | Muhammad Aslam  | Pakistan         | 10,9 s                       | 11,18 s                        |           |
| 3     | Don McFarlane   | Kanada           | 11,0 s                       | 11,25 s                        |           |
| 4     | Zdeněk Pospíšil | Tschechoslowakei | 11,0 s                       | 11,25 s                        |           |
| 5     | Edward Ajado    | Nigeria          | 11,0 s                       | 11,25 s                        |           |
| 6     | Fawzi Chaaban   | Ägypten          | 11,4 s                       | 11,51 s                        |           |
| DSQ   | Enrique Beckles | Argentinien      |                              |                                | Fehlstart |
| DNS   | Bo Åhlen        | Schweden         |                              |                                |           |

### Vorlauf 10
| Platz | Name             | Nation      | Offizielle Zeit handgestoppt | Inoffizielle Zeit elektronisch |
| ----- | ---------------- | ----------- | ---------------------------- | ------------------------------ |
| 1     | Art Bragg        | USA         | 10,5 s                       | 10,73 s                        |
| 2     | Hans Wehrli-Frei | Schweiz     | 10,8 s                       | 11,00 s                        |
| 3     | Titus Erinle     | Nigeria     | 10,9 s                       | 11,12 s                        |
| 4     | László Zarándi   | Ungarn      | 10,9 s                       | 11,26 s                        |
| 5     | Pétur Sigurðsson | Island      | 11,3 s                       | 11,55 s                        |
| 6     | Arun Sankosik    | Thailand    | 11,5 s                       | 11,76 s                        |
| DNS   | Radovan Pejin    | Jugoslawien |                              |                                |

### Vorlauf 11

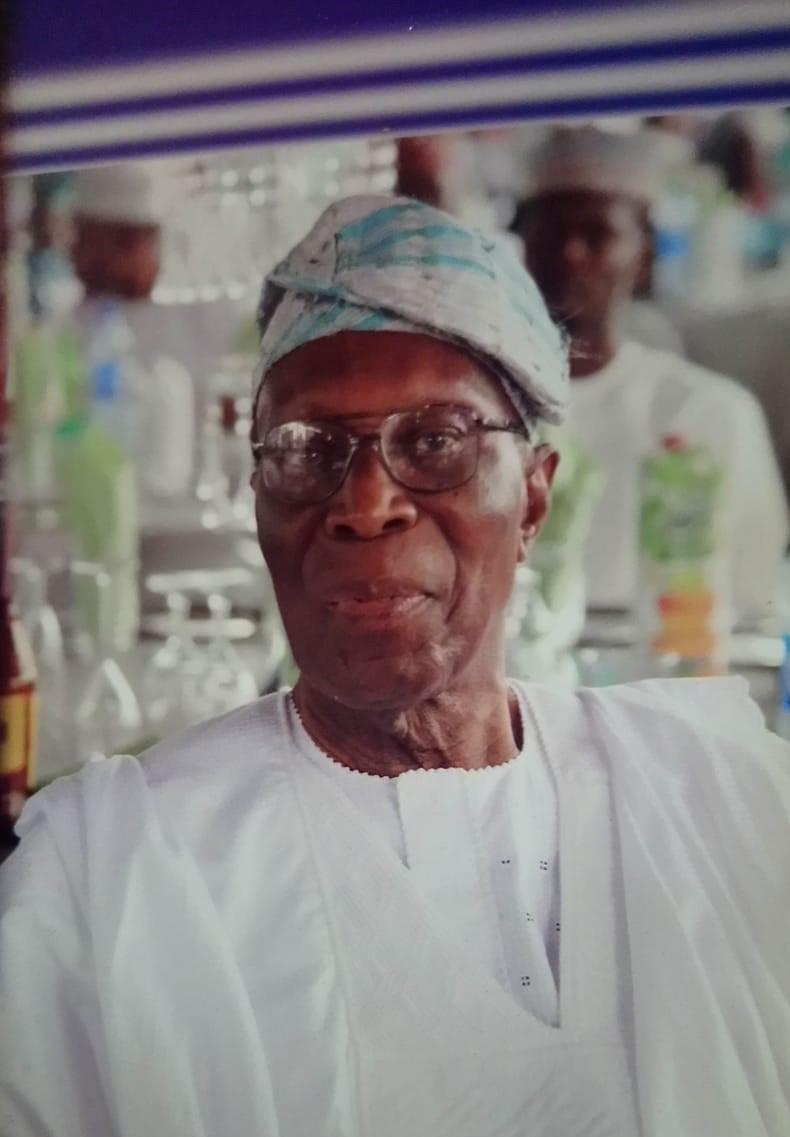
Karim Olowu (hier im Jahr 2014 an seinem 90. Geburtstag) schied als Vierter des zwölften Vorlaufs aus

| Platz | Name           | Nation           | Offizielle Zeit handgestoppt | Inoffizielle Zeit elektronisch |
| ----- | -------------- | ---------------- | ---------------------------- | ------------------------------ |
| 1     | Lindy Remigino | USA              | 10,4 s                       | 10,73 s                        |
| 2     | Lavy Pinto     | Indien           | 10,9 s                       | 11,00 s                        |
| 3     | René Bonino    | Frankreich       | 10,9 s                       | 11,00 s                        |
| 4     | František Brož | Tschechoslowakei | 11,0 s                       | 11,32 s                        |
| 5     | Abdul Aziz     | Pakistan         | 11,2 s                       | 11,48 s                        |
| 6     | Rui Maia       | Portugal         | 11,5 s                       | 11,79 s                        |

### Vorlauf 12
| Platz | Name            | Nation                | Offizielle Zeit handgestoppt | Inoffizielle Zeit elektronisch |
| ----- | --------------- | --------------------- | ---------------------------- | ------------------------------ |
| 1     | Dean Smith      | USA                   | 10,6 s                       | 10,90 s                        |
| 2     | Alain Porthault | Frankreich            | 10,7 s                       | 11,04 s                        |
| 3     | Erich Fuchs     | BR Deutschland        | 10,8 s                       | 11,19 s                        |
| 4     | Karim Olowu     | Nigeria               | 11,0 s                       | 11,27 s                        |
| DNS   | Louis Crowe     | Irland                |                              |                                |
| DNS   | Roy Fearon      | Guatemala             |                              |                                |
| DNS   | Neville Price   | Südafrikanische Union |                              |                                |

## Viertelfinale
Datum: 20. Juli 1952, ab 18:50 Uhr

### Lauf 1

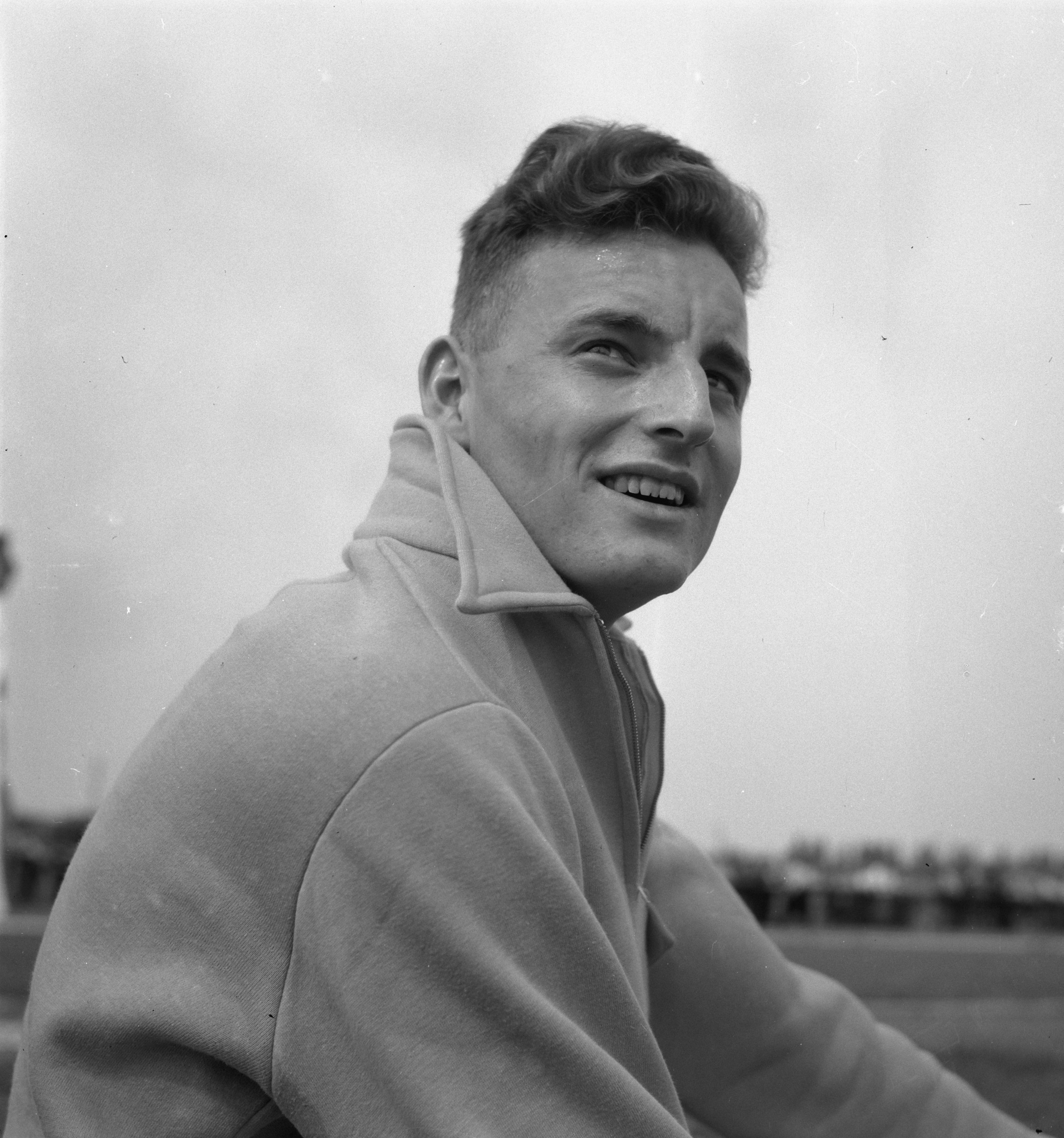
Theo Saat – ausgeschieden als Sechster des zweiten Halbfinals

| Platz | Name            | Nation         | Offizielle Zeit handgestoppt | Inoffizielle Zeit elektronisch | Anmerkung |
| ----- | --------------- | -------------- | ---------------------------- | ------------------------------ | --------- |
| 1     | McDonald Bailey | Großbritannien | 10,5 s                       | 10,73 s                        |           |
| 2     | John Treloar    | Australien     | 10,7 s                       | 10,84 s                        |           |
| 3     | Alain Porthault | Frankreich     | 10,7 s                       | 10,99 s                        |           |
| 4     | Muhammad Aslam  | Pakistan       | 10,9 s                       | 11,02 s                        |           |
| 5     | Byron LaBeach   | Jamaika        | 11,0 s                       | 11,05 s                        |           |
| DSQ   | Angel Kolew     | Bulgarien      |                              |                                | Fehlstart |

### Lauf 2

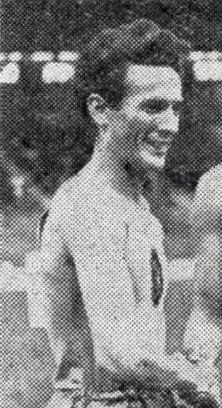
Étienne Bally (hier im Jahr 1947) – ausgeschieden als Vierter des zweiten Viertelfinals

| Platz | Name             | Nation         | Offizielle Zeit handgestoppt | Inoffizielle Zeit elektronisch |
| ----- | ---------------- | -------------- | ---------------------------- | ------------------------------ |
| 1     | Lindy Remigino   | USA            | 10,4 s                       | 10,68 s                        |
| 2     | Theo Saat        | Niederlande    | 10,6 s                       | 10,93 s                        |
| 3     | Lavy Pinto       | Indien         | 10,7 s                       | 10,98 s                        |
| 4     | Étienne Bally    | Frankreich     | 10,8 s                       | 10,98 s                        |
| 5     | Hans Wehrli-Frei | Schweiz        | 10,8 s                       | 11,05 s                        |
| 6     | Alan Lillington  | Großbritannien | 10,9 s                       | 11,26 s                        |

### Lauf 3
| Platz | Name          | Nation         | Offizielle Zeit handgestoppt | Inoffizielle Zeit elektronisch |
| ----- | ------------- | -------------- | ---------------------------- | ------------------------------ |
| 1     | Dean Smith    | USA            | 10,4 s                       | 10,69 s                        |
| 2     | Rafael Fortún | Kuba           | 10,7 s                       | 10,90 s                        |
| 3     | William Jack  | Großbritannien | 10,8 s                       | 10,94 s                        |
| 4     | Werner Zandt  | BR Deutschland | 10,8 s                       | 10,98 s                        |
| 5     | Romeo Galán   | Argentinien    | 10,9 s                       | 11,08 s                        |
| 6     | David Tabak   | Israel         | 10,9 s                       | 11,10 s                        |

### Lauf 4
| Platz | Name              | Nation      | Offizielle Zeit handgestoppt | Inoffizielle Zeit elektronisch |
| ----- | ----------------- | ----------- | ---------------------------- | ------------------------------ |
| 1     | Herb McKenley     | Jamaika     | 10,5 s                       | 10,72 s                        |
| 2     | Art Bragg         | USA         | 10,5 s                       | 10,75 s                        |
| 3     | Wladimir Sucharew | Sowjetunion | 10,7 s                       | 10,92 s                        |
| 4     | Tomio Hosoda      | Japan       | 10,8 s                       | 11,03 s                        |
| 5     | György Csányi     | Ungarn      | 10,9 s                       | 11,07 s                        |
| 6     | Carlo Vittori     | Italien     | 10,9 s                       | 11,19 s                        |

## Halbfinale
Datum: 21. Juli 1952, ab 15:15 Uhr

### Lauf 1
| Platz | Name              | Nation         | Offizielle Zeit handgestoppt | Inoffizielle Zeit elektronisch |
| ----- | ----------------- | -------------- | ---------------------------- | ------------------------------ |
| 1     | McDonald Bailey   | Großbritannien | 10,5 s                       | 10,74 s                        |
| 2     | Dean Smith        | USA            | 10,6 s                       | 10,78 s                        |
| 3     | Wladimir Sucharew | Sowjetunion    | 10,6 s                       | 10,86 s                        |
| 4     | Lavy Pinto        | Indien         | 10,7 s                       | 10,94 s                        |
| 5     | Alain Porthault   | Frankreich     | 10,8 s                       | 11,04 s                        |
| 6     | Art Bragg         | USA            | 10,9 s                       | 11,43 s                        |

### Lauf 2
| Platz | Name           | Nation         | Offizielle Zeit handgestoppt | Inoffizielle Zeit elektronisch |
| ----- | -------------- | -------------- | ---------------------------- | ------------------------------ |
| 1     | Herb McKenley  | Jamaika        | 10,4 s                       | 10,74 s                        |
| 2     | Lindy Remigino | USA            | 10,5 s                       | 10,74 s                        |
| 3     | John Treloar   | Australien     | 10,6 s                       | 10,76 s                        |
| 4     | Rafael Fortún  | Kuba           | 10,7 s                       | 10,92 s                        |
| 5     | William Jack   | Großbritannien | 10,7 s                       | 11,01 s                        |
| 6     | Theo Saat      | Niederlande    | 10,8 s                       | 11,12 s                        |

## Finale
Datum: 21. Juli 1952, 17:20 Uhr
| Platz | Name              | Nation         | Offizielle Zeit handgestoppt | Inoffizielle Zeit elektronisch |
| ----- | ----------------- | -------------- | ---------------------------- | ------------------------------ |
| 1     | Lindy Remigino    | USA            | 10,4 s                       | 10,79 s                        |
| 2     | Herb McKenley     | Jamaika        | 10,4 s                       | 10,80 s                        |
| 3     | McDonald Bailey   | Großbritannien | 10,4 s                       | 10,83 s                        |
| 4     | Dean Smith        | USA            | 10,4 s                       | 10,84 s                        |
| 5     | Wladimir Sucharew | Sowjetunion    | 10,5 s                       | 10,88 s                        |
| 6     | John Treloar      | Australien     | 10,5 s                       | 10,91 s                        |

Beim 100-Meter-Sprint waren die US-Amerikaner favorisiert. Vor den Spielen wurden Art Bragg, Andy Stanfield und Jim Golliday als Medaillenkandidaten gehandelt. Doch Andy Stanfield verzichtete auf einen Start über 100 Meter und konzentrierte sich auf den 200-Meter-Lauf, den er auch gewann. Jim Golliday musste verletzungsbedingt passen. Art Bragg zog sich im Halbfinale eine Verletzung zu und verpasste das Finale. So wurde das US-Team im Finale von den Außenseitern Lindy Remigino und Dean Smith vertreten, die gegen die Favoriten Herb McKenley aus Jamaika und den Briten McDonald Bailey antraten. Das Finalfeld komplettierten der Sowjetrusse Wladimir Sucharew und der Australier John Treloar.
Nach dem Start ging Remigino sofort in Führung, doch zwischen ihm und McKenley blieb es bis zum Ziel hochspannend und der Einlauf war sehr knapp. Viele Zuschauer waren der Meinung, der Jamaikaner habe gewonnen. Doch das Zielfoto und die elektronische Zeitnahme gaben Aufschluss über den Ausgang des bislang engsten Rennens in der Geschichte dieser Disziplin bei Olympischen Spielen. Die ersten vier Läufer kamen in handgestoppten 10,4 s ins Ziel, die Sprinter auf den Plätzen fünf und sechs in 10,5 s. Das Zielfoto – im offiziellen Bericht auf Seite 249 zu sehen – zeigt Remigino vor McKenley und Bailey, dahinter Smith vor Sucharew und Treloar. Zwischen dem Sieger und dem Sechstplatzierten lag eine Zeitspanne von zwölf Hundertstelsekunden.
Lindy Remigino gewann im zwölften olympischen Finale die neunte Goldmedaille für die USA.

Herb McKenley war der erste jamaikanische Medaillengewinner im 100-Meter-Lauf.

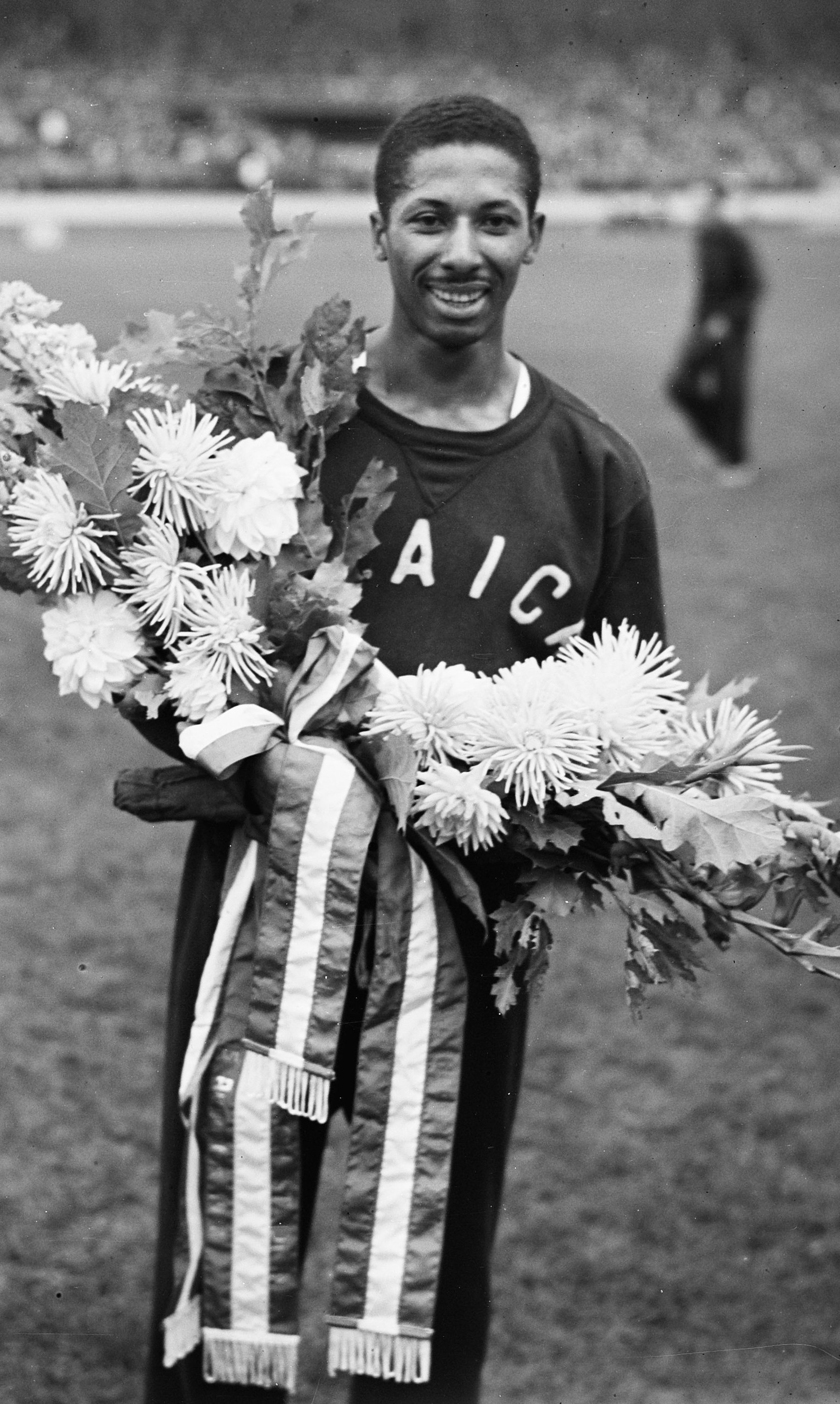
Silbermedaillengewinner Herb McKenley in einer Aufnahme von 1948
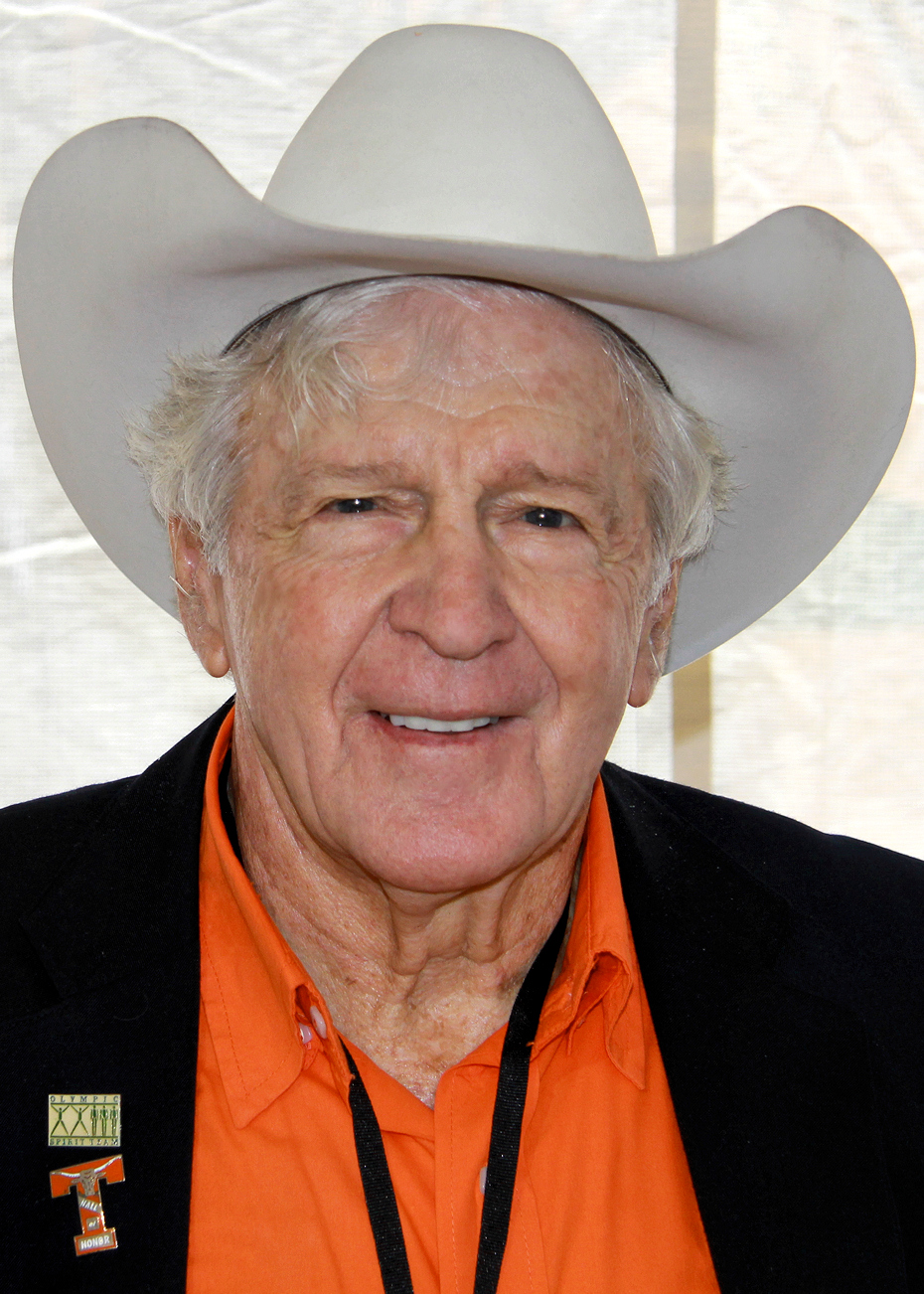
Der viertplatzierte Dean Smith im Jahr 2013
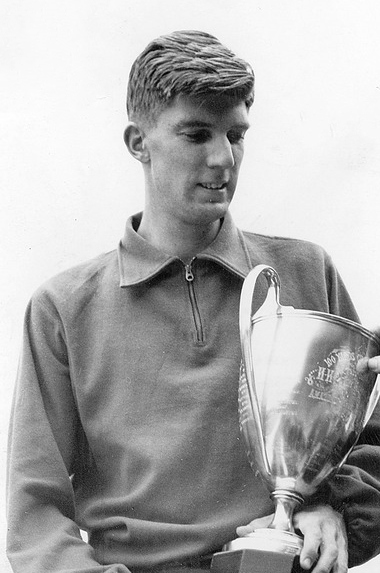
John Treloar (hier im Jahr 1948), bei den Spielen 1948 im Halbfinale ausgeschieden, kam hier im Finale auf den sechsten Platz

## Videolinks
- The Fastest Men On Earth (1952 - Helsinki) 12/20, youtube.com, abgerufen am 30. Juli 2021
- Lindy Remigino - 100m - 1952 Helsinki Olympics, youtube.com, abgerufen am 30. Juli 2021
- OLYMPIC GAMES - 1952, Bereich: 1:27 min bis 1:34 min, youtube.com, abgerufen am 30. Juli 2021